# David Garnett
David Garnett, född 9 mars 1892 i Brighton, död 17 februari 1981, var en brittisk författare, översättare och bokförläggare.

## Biografi
Garnett föddes i Brighton som enda barnet till Edward Garnett och översättaren Constance Garnett. Som vapenvägrare under första världskriget, arbetade han i fruktträdgårdar i Suffolk och Sussex. Under 1920-talet drev han en bokhandel tillsammans med Francis Birrell. Han grundade även, tillsammans med Francis Meynell, Nonesuch Press. Han skrev romanen Aspects of Love (1955), på vilken en Andrew Lloyd Webber-musikal med samma namn senare baserade sig på.  
Hans första fru var illustratören Rachel "Ray" Marshall (1891–1940), som var syster till Frances Partridge vars träsnitt finns i en del av hans böcker. Han och Rachel fick två söner, men hon dog relativt ung av bröstcancer.
8 maj 1942 gifte han sig med Angelica Garnett. De fick fyra döttrar men separerade senare. Efter separationen från Angelica, flyttade Garnett till Frankrike där han bodde i Chateau de Charry, Montcuq fram till sin död 1981.

### Utgivet på svenska
- Kvinnan som förvandlades till räv 1924
- Pocahontas eller den sköna indianprinsessan från Virginien 1934
- Kriget i luften 1942
- Kärlekens druvor 1956

## Priser och utmärkelser
- Hawthornden Prize 1923 för Lady into Fox